# Kompleks startowy nr 34 na przylądku Canaveral
Kompleks startowy nr 34 w CCAFS (ang. Cape Canaveral AFS Launch Complex 34) – naziemna wyrzutnia rakietowa znajdująca się na przylądku Canaveral, używana przez NASA wraz z bliźniaczą wyrzutnią nr 37 do startów rakiet Saturn I i Saturn IB w latach 1961-1968. Tutaj również miał miejsce pożar kabiny modułu dowodzenia misji Apollo 1, w której zginęło 3 astronautów.